# 스마일 2
《스마일 2》(영어: Smile 2)는 2024년 개봉한 미국의 초자연 심리 공포 영화이다. 2022년 영화 《스마일》의 속편이며, 파커 핀이 전작에 이어 감독과 각본을 맡았다. 나오미 스콧이 고등학교 동창 친구가 웃으면서 자살하는 모습을 목격한 뒤 이상 현상을 겪게 되는 팝 스타 스카이 라일리 역을 연기하였으며, 카일 갤너가 전작과 동일하게 조엘 역으로 출연하였다.
나오미 스콧의 연기를 중심으로 평단으로부터 좋은 평가를 받았다.
2024년 12월에 2025년 촬영을 목표로 속편 《스마일 3》이 제작에 들어갔다는 보도가 나왔다.

## 줄거리
전편에서 로즈 코터가 사망하고 6일 뒤에 로즈에게서 저주를 이어받은 조엘은 사고로 마약상 루이스에게 저주를 옮기게 된다. 팝 스타 스카이 라일리는 바이코딘을 구하려고 고등학교 동창인 루이스를 찾아갔다가 루이스가 웃으면서 웨이트 플레이트로 본인 얼굴을 수차례 내리쳐 자살하는 모습을 목격하게 된다.
이후 스카이는 주변인들이 자신을 향해 섬뜩한 미소를 짓는 환각을 겪으며 정신 건강이 급격히 악화되어 간다. 모리스라는 남자를 만난 스카이는 기생한 인간을 죽음으로 몰고 가고 숙주가 죽으면 이 죽음을 목격한 인간에게 새로 옮겨붙는 사악한 존재가 현재 자신에게 들러붙어 있다는 것을 알게 된다.

## 출연진
- 나오미 스콧 - 스카이 라일리 역
- 로즈마리 디윗 - 엘리자베스 라일리 역
- 루커스 게이지 - 루이스 프러골리 역
- 마일스 구티에레즈라일리 - 조슈아 역
- 피터 제이컵슨 - 모리스 역
- 딜런 걸룰라 - 제마 역
- 라울 카스티요 - 데리어스 역
- 카일 갤너 - 조엘 역
- 드루 배리모어 - 본인 역
- 대프니 젤 - 미용사 역
- 제비디 로 - 알렉시 역
- 미카엘라 라마스 - 의상 디자이너 역

## 제작
2024년 1월 24일 영화 전문 잡지 필름 스토리스는 본작 제목이 “스마일 딜럭스”(Smile Deluxe)가 될 것이라고 보도했지만, 2024년 시네마콘에서 영화 정보가 공개되었을 때 “딜럭스”는 언급되지 않았고 이후 1차 티저 예고편에서 공식 제목이 “스마일 2”로 밝혀졌다.